# Đảo Ramree
Đảo Ramree (tiếng Miến Điện: ရမ်းဗြဲကျွန်း; cũng phát âm là Đảo Yangbye hay Đảo Yanbye) là một đảo ngoài khơi ở Rakhine, Myanmar. Diện tích đảo khoảng 1350 km² và trung tâm dân số là Ramree. 